# Vöckönd
Vöckönd là một thị trấn thuộc hạt Zala, Hungary. Thị trấn này có diện tích 2,79 km², dân số năm 2010 là 72 người, mật độ 26 người/km².